# Magyarország és Mongólia kapcsolatai
Magyarország és Mongólia kapcsolatai a tatárjárás középkori magyar tragédiájától eltekintve a 20. század közepén jöttek létre, amikor már mindkét ország szovjet befolyás alatt állt. A kapcsolatok fő tartalma 1957-től kezdve a magyar segítségnyújtás volt az elmaradott mongol gazdaság fejlesztéséhez, a KGST együttműködés keretében. Később megjelentek a kölcsönösen előnyös gazdasági kapcsolatok elemei is.
A 20. század második felében a mongol kormányzat és a mongol nép egyaránt hálásan fogadta a segítségnyújtást; a tájékozottabb közvélemény a magyarokat korai történelmünk, a közös lovas nomád tradíciók alapján baráti, rokon vonásokat hordozó népnek tekinti. A rendszerváltás után a két ország kapcsolatai erősen visszaestek és túlnyomórészt a gazdasági kapcsolatokra korlátozódnak.

## Korai kapcsolatok

A Mongol Birodalom területének alakulása. Az egységes birodalom felbomlása után a különböző színek a különböző Dzsingisz-utódok birodalmait jelzik.

A számos különböző törzshöz tartozó mongol nyelvű népcsoportok az 1. évezred második felében Kínától északra, különböző türk államalakulatok alattvalóiként éltek, és nomád állattartó gazdálkodást folytattak. Életmódjuk és török kapcsolataik révén sok hasonlatosságot mutattak a honfoglalás előtti magyar törzsekkel, de jelentős földrajzi és időbeli távolság volt köztük. A mongol nép egyesülése, etnogenezise ugyanis csak az első ezredforduló után, Dzsingisz mongol nagykán birodalmában ment végbe, amikor a magyarok már letelepedtek a Kárpát-medencében, felvették kereszténységet, és életmódjuk, harcmodoruk is gyökeresen megváltozott.
Dzsingisz kán vezetése alatt a Mongol Birodalom rendkívül gyorsan a kor „szuperhatalmává” vált, aminek akkoriban egyetlen hatalom sem tudott ellenállni. A meghódított területek hatalmas távolságai és a hódítók alacsony létszáma azonban lehetetlenné tették a birodalom tartós fennmaradását. Ez volt a szerencséje Magyarországnak is, amely a mongolok hódítási hatósugara szélén helyezkedett el, és a tatárjárás pusztítása így időben korlátozott maradt.
A török nyelvű tatárokba beolvadt mongolok később még néhányszor elérték Magyarország területét, de már nem voltak képesek nagyobb támadásokra. A középkorban Mongólia az általa szintén meghódított Kína része lett. A 19. század második felében Szentkatolnai Bálint Gábor magyar nyelvész végzett kutatásokat az ott élő népek körében.
Mongólia a 20. század elején szerezte vissza a függetlenségét. Az első világháborús oroszországi magyar hadifogolyból a körülmények hatására mongolkutatóvá vált Geleta József (1895–1965) 1920-tól 1929-ig élt Mongóliában; számos tekintetben tudományos értékű visszaemlékezéseiből Forbáth László szerkesztett kötetet, majd élményeinek egy részét Molnár Gábor is ismertette saját, harmadik mongóliai utazásáról szóló könyvében.

## Diplomáciai kapcsolatok
A két, akkoriban teljesen szovjet befolyás alatt lévő ország 1950. április 28-án vette fel a diplomáciai kapcsolatokat követi szinten, majd azokat 1952. december 20-án emelték nagyköveti szintre. Magyarországot Mongóliában egészen 1957-ig a moszkvai nagyköveteink képviselték, csak 1957-től nyílt meg az önálló magyar nagykövetség Ulánbátorban Garasin Rudolf vezetésével, illetve Mongólia budapesti nagykövetsége. A további ulánbátori magyar nagykövetek a rendszerváltásig Andrásfi Gyula (1961–1968), Krajcsik Mihály (1968–1972), Kádas István (1972–1977), Szerencsés János (1977–1982), Taraba János (1982–1984), Kádár László (1984–1988) és Szapora Sándor (1988–1990) voltak.
A rendszerváltás után a kapcsolatok intenzitása erősen csökkent. A Külügyminisztérium költségkímélési célzattal már 1999 körül fontolgatta az ulánbátori magyar nagykövetség bezárását, de az akkor lekerült a napirendről. 2006 elején azonban az első Gyurcsány-kormány bezárta az ulánbátori magyar nagykövetséget, helyette egy ideig Jaczkovits Miklós nagykövet egyedül, egyfajta utazó nagykövetként, úgynevezett laptop-diplomataként kezelte kétoldalú kapcsolatainkat az ulánbátori francia nagykövetség által időszakosan a rendelkezésére bocsátott irodából. A lépés igen negatív visszhangot váltott ki Magyarország mongol partnereinek körében. A mongol kormányfő, Cahiagín Elbegdordzs felajánlotta, hogy országa saját költségén fenntartja az ulánbátori magyar nagykövetséget, mert a kétoldalú kapcsolatokra gazdasági és kulturális szempontból egyaránt „európai kapuként” tekintenek. Magyar egyetemi tanárok egy csoportja is kérte a döntés visszavonását tekintettel a Magyar Tudományos Akadémia és a Mongol Tudományos Akadémia öt évtizedes múltra visszatekintő együttműködésére, melynek során magyar kutatóknak Mongóliában a magyarság őstörténetének tanulmányozása számára is jelentős, a nomadizmussal kapcsolatos anyagok tömegét sikerült gyűjteni és kiadni. Az ulánbátori nagykövetség megszüntetésének elhanyagolható megtakarításával szemben Magyarország elveszítheti a csaknem hatmillió dolláros, magyar aktívumú áruforgalom nyereségét, valamint a mongol főváros kiemelt részében álló követségi épületét és nem utolsósorban a közép-ázsiai ország politikai elitjének s általában Mongólia népének rokonszenvét – írták a tudósok levelükben.
2013-ban a „keleti nyitás” keretében Németh Zsolt, a Külügyminisztérium parlamenti államtitkára látogatást tett Ulánbátorban, és a következő évben újra megnyílt az ottani magyar nagykövetség is egy modern irodaközpontban. Magyarország növelte a mongol diákoknak biztosított ösztöndíjas helyek számát, Mongólia pedig szorgalmazta, hogy az Eötvös Loránd Tudományegyetemen mongolisztikai tanszék jöjjön létre.

## Politikai kapcsolatok
Kádár János vezetésével 1965. szeptember 27. és október 2. között magyar párt- és kormányküldöttség tett hivatalos látogatást Mongóliában, ahol a szocialista országok között szokásos barátsági és együttműködési szerződést írtak alá. Ezután rendszeressé váltak a két ország között mind a magas szintű, mind a szakértői látogatások. 1970-ben Losonczi Pál, az Elnöki Tanács elnöke látogatott Mongóliába, majd 1972-ben Fock Jenő, a Minisztertanács elnöke is ulánbátori látogatást tett. 1974 májusában a Jumdzságín Cedenbal  vezette mongol párt- és kormánydelegáció járt Budapesten.
1984-ben a két ország Dzsambin Batmönhnek, a Mongol Népi Forradalmi Párt KB főtitkárának, a Mongol Népköztársaság Nagy Népi Hurálja Elnöksége elnökének magyarországi látogatása során új barátsági és együttműködési szerződést írt alá.
Dzsambin Batmönh 1987. június 8. és 10. között újra Magyarországra látogatott. Ennek során aláírták a két ország gazdasági és műszaki-tudományos együttműködésének fejlesztéséről 2000-ig szóló hosszú távú programot.
A hivatalos párt- és állami kapcsolatok mellett azonban jelentős volt az a hatás is, amit a magyar ellenzék tevékenysége gyakorolt a nálunk tanuló mongol diákokra. Sokan közülük hazatérve a magyarországi minták alapján szervezték tevékenységüket, így vettek részt a mongóliai rendszerváltásban.

### A rendszerváltás után
1990 után az államközi kapcsolatok erősen visszaestek. E folyamat megállítása érdekében 1992-ben Balsai István igazságügy-miniszter látogatott Mongóliába. 1993 júniusában Biszterszky Elemér, az MKM közigazgatási államtitkára tárgyalt Ulánbátorban. A magyar fél  a korábbi gyakorlatot felelevenítve vállalta tíz egyetemi hallgató magyarországi képzését, valamint professzorok cseréjében is megállapodtak.
1994-ben Göncz Árpád köztársasági elnök ázsiai körútja során Mongóliába is ellátogatott.
2014-ben Magyarországra látogatott Cahiagín Elbegdordzs mongol elnök. Előadást tartott a Közép-európai Egyetemen (CEU) is. Üdvözölte, hogy Magyarország 2015 elején újra megnyitja 2006-ban bezárt ulánbátori nagykövetségét. Korábban személyesen szorgalmazta mongolisztikai intézet létrehozását az ELTE-n, amit végül látogatása során nyitottak meg.

## Gazdasági kapcsolatok

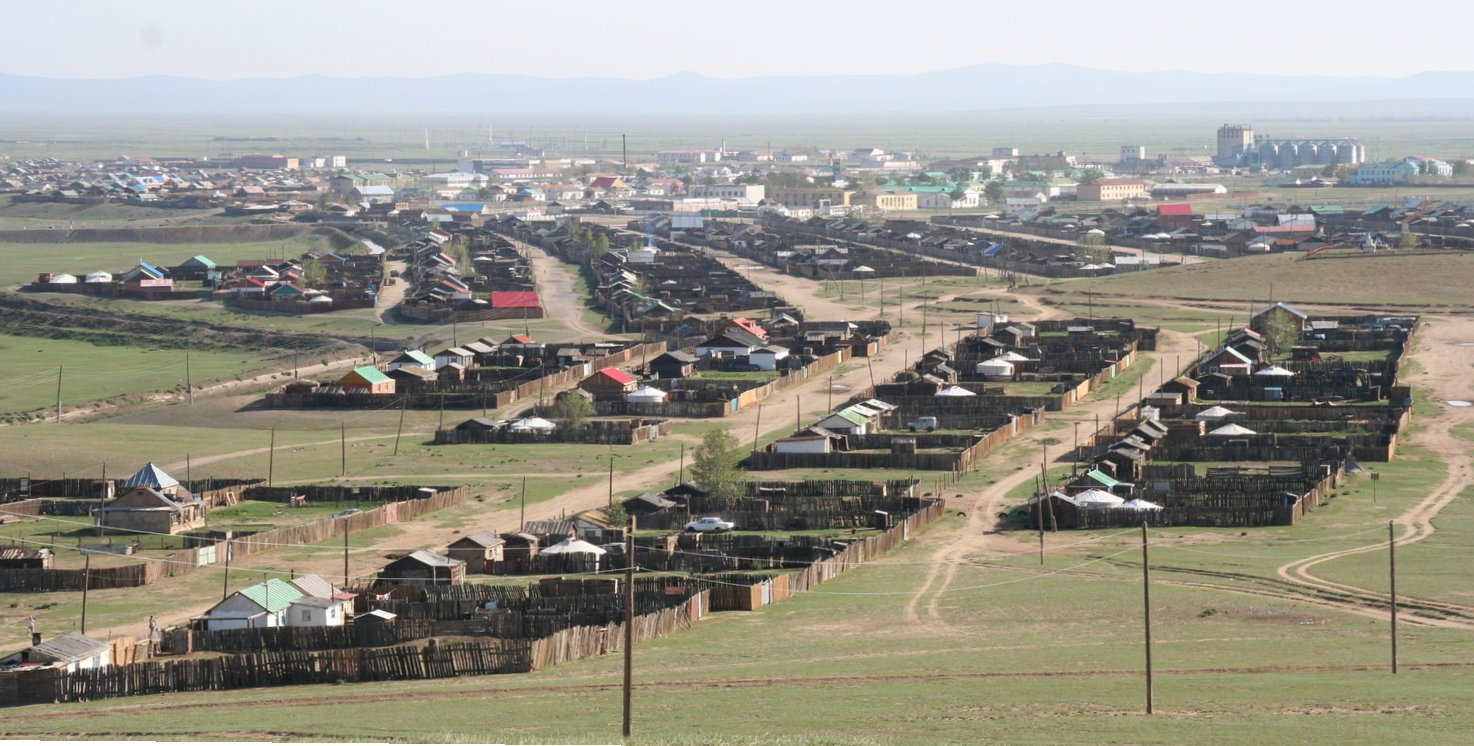
Harhorin 2008 – jurták a családi házak kertjeiben

1957-től a szocialista országok közötti együttműködés keretében Magyarország több területen is hosszan tartó, jelentős segítséget nyújtott a mongol gazdaság fellendítéséhez. Az ulánbátori ruhagyár, a darhani húskombinát, a szonginói biokombinát, a harhorini malom (az egykori Karakorum környékén), az Észak-Hangáj és Bajanhongor tartományi betonüzemek magyar közreműködéssel épültek,  az idők során Mongólia fontos ipari bázisai lettek. Volt olyan időszak, amikor a különböző beruházásokon egyszerre ezernél több magyar dolgozott a hazánktól csaknem 8000 kilométerre fekvő mongol városokban.

### Vízügyi együttműködés
Az első és a leghosszabban tartó magyar gazdasági támogató tevékenység Mongóliában a magyar vízkutató és -feltáró geológusok munkája volt. A magyar expedíciók már 1957 és 1962 között  107 fúrást mélyítettek, számos esetben előzetes geoelektromos kutatás alapján. 1957 és 1970 között a magyar geofizikusok összesen 782 helyen végeztek méréseket. Ezek alapján 572 helyen fúrást javasoltak, amik közül 527 fúrást a ceglédi Vízkutató és Fúró Vállalat el is végzett. 462 helyen a fúrásokat termelő kúttá építették ki, amelyek legalább 30 liter/perc vízhozamot biztosítottak. A munka során nagy számban képeztek ki vagy tovább mongol szakembereket, technikusokat.

### Szonginói biokombinát
Az Ulánbátorhoz közel épült Szonginói biokombinátot 1973-ban adták át. A korszerű üzem a mongóliai állattenyésztés szükségleteire állati gyógyszerek, oltóanyagok, szérumok, tápszerek előállítására készült, de a környék gazdasági fejletlensége miatt önálló vízmű, áramfejlesztő telep, vágóhíd, szennyvíz-tisztító berendezés építésére is szükség volt. Biztosítani kellett a gyógyszergyártáshoz a megfelelő sterilitást is, ami a helyi időjárási körülmények között különösen nehéz volt.
A létesítmény a maga korában Ázsiában a legnagyobb volt. Jelentős gondot okozott a munkaerő toborzása és betanítása, hiszen a nomád állattartáshoz szokott lakosság nehezen állt át az ipari munkára. Az építkezéshez a mongol hadsereg újoncait is bevetették.
Az elkészült üzemben továbbra is nélkülözhetetlen maradt a magyar irányítás és részvétel, még évekig százas nagyságrendben dolgoztak ott magyar szakemberek, állatorvosok, vegyészek, technikusok. A magyar részvétel fő szervezője a Philaxia vállalat volt.

### Darhani húskombinát

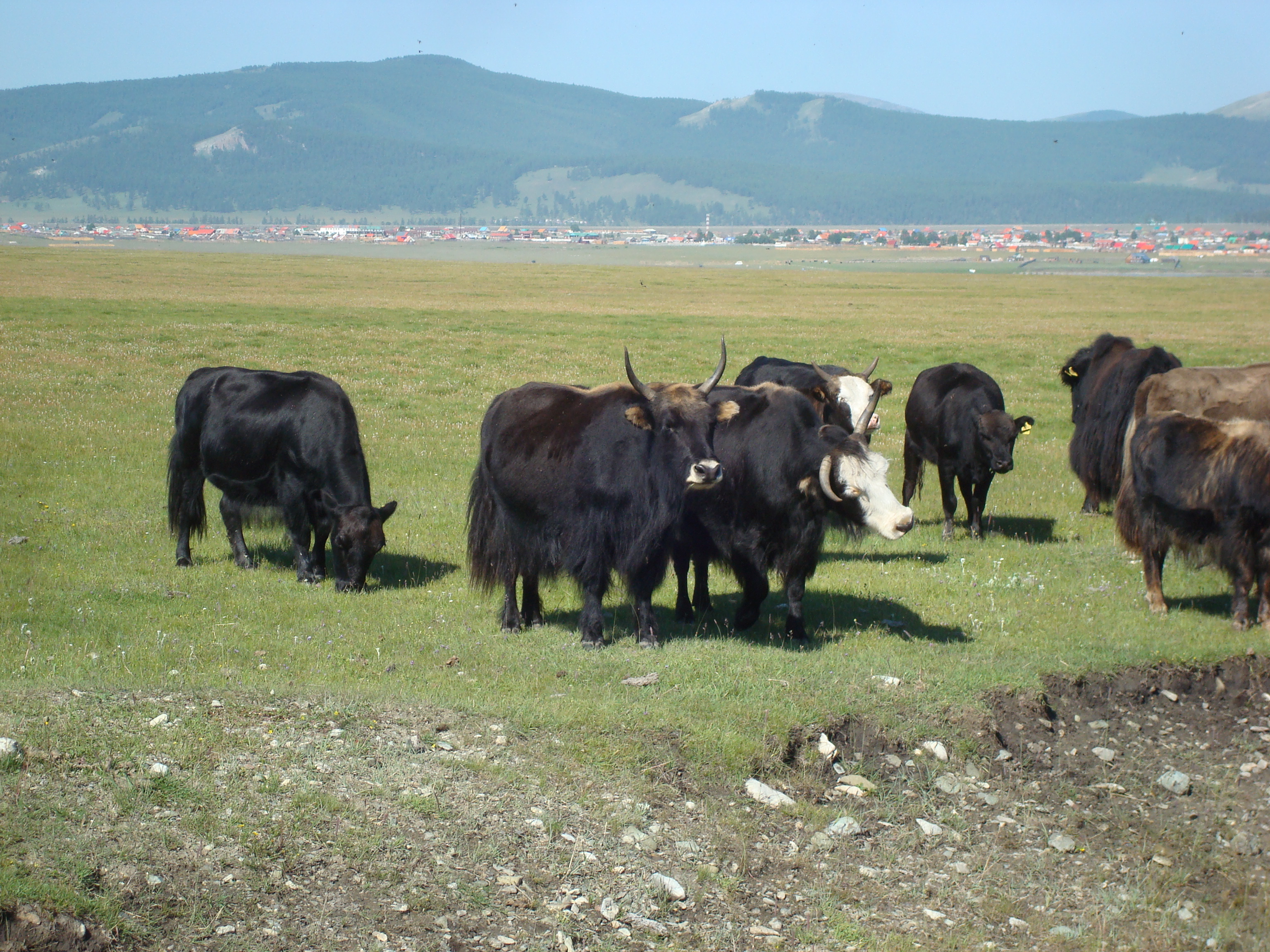
Jakok

Az 1968 és 1974 között magyar segítséggel és irányítással felépült darhani húskombinát az elkészülte után is a magyar Állatforgalmi és Húsipari Tröszt „védnöksége” alatt működött. Állandó magyar kirendeltség működött a gyárban, az első években 60–80, később 20–30 munkatárssal. Munkájuknak jelentős részük volt abban, hogy a kombinát 1978-ban elnyerte a legjobb mongóliai húsüzem címét. Ugyanebben az évben 45 300 szarvasmarhát, 240 ezer birkát, 40 ezer kecskét, 3700 jakot dolgoztak fel. Az üzem egyik legnagyobb nehézsége a helyi dolgozók betanításában rejlett, mivel az üzemi szezon a vágási időszakhoz igazodva évente csak hat hónapig tartott, ezért a következő évben újra munkásokat kellett toborozni, így a szakmai tapasztalatok nehezen gyűltek. Az üzem jelentős exportot is lebonyolított, főleg a Szovjetunióba, de Magyarországra is szállítottak nagy fehérjetartalmú húslisztet, valamint gyógyszeripari alapanyagokat és különleges állati eredetű termékeket, mint például a bélhúr. A rendszerváltás után az üzemet privatizálták, de ezután is eredményesen működött.

### Ulánbátori ruhagyár
1966 és 1970 között épült fel magyar segítséggel, a budapesti Május 1. Ruhagyár vállalkozásában az ulánbátori ruhagyár. Kezdetben magyar szakemberek álltak a legtöbb vezető poszton, magyar szerelők tartották rendben a gépeket. Később kialakult egy stabil mongol törzsgárda, és lecsökkent a magyar szakértők száma.

### Volfrámkoncesszió
1975-ben Moszkvában a KGST keretében átfogó egyezményeket írtak alá a mongóliai geológiai kutatásokról. Ezen belül Magyarország a jelentős haszonnal kecsegtető mongóliai volfrámérc-kutatásba és feltárásba kapcsolódott be koncessziós alapon. 1986-tól a Wolfram Invest nevű magyar vállalat által feltárt, kitermelt, majd dúsított érc a koncessziós megállapodás alapján került elosztásra.

### A rendszerváltás után

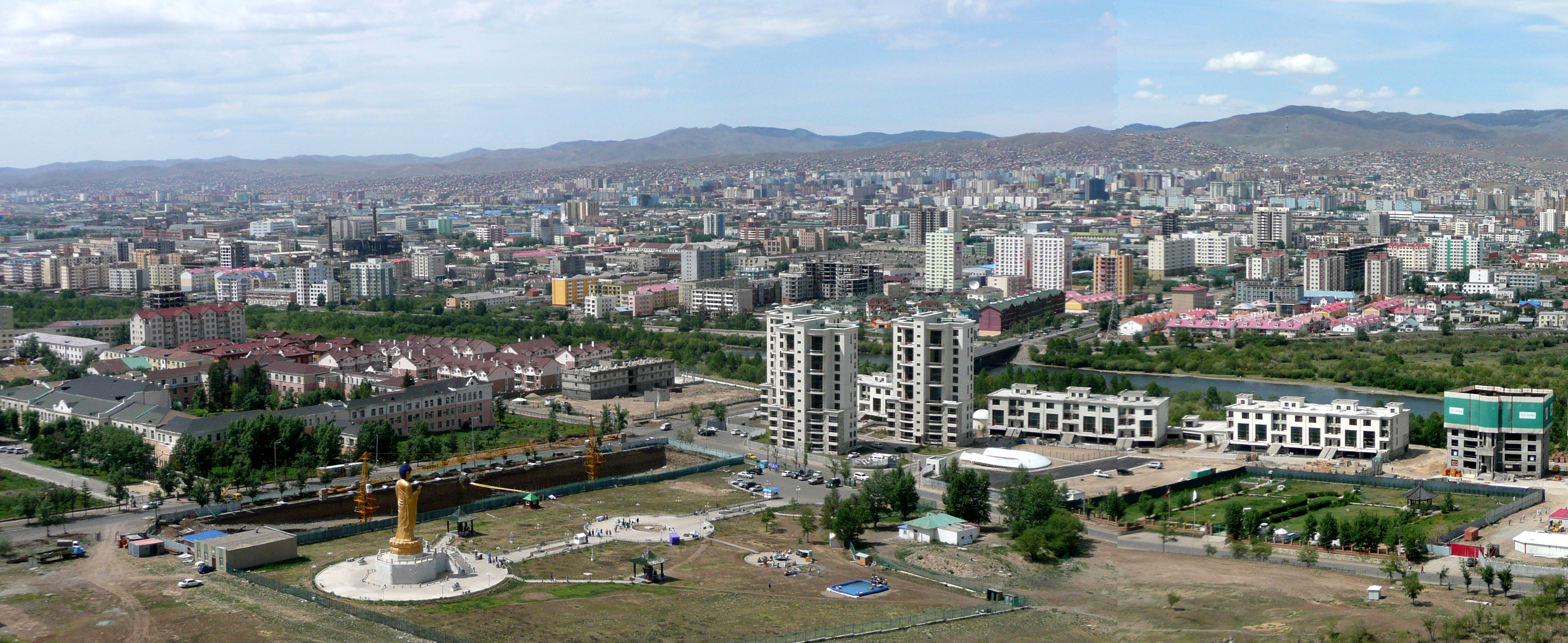
Ulánbátori panoráma, 2009

A kétoldalú gazdasági kapcsolatok a szocialista korszakban konvertibilis valuta nélkül, árucserével realizálódtak, az elszámolás transzferábilis rubelben történt. A rendszerváltás ennek természetesen véget vetett, a konvertibilis elszámolás, a nemzetközi piaci verseny kölcsönösen versenyképtelenné tette egymás termékeit, a kereskedelem radikálisan visszaesett. A magyar cégek a távolság és tőkehiány miatt nem vettek részt a mongol privatizációban, és kimaradtak a vegyesvállalat-alapítási hullámból, pedig tapasztalataik révén sok esélyük lett volna az amerikaiak, németek, japánok mellett is.
1994-ben Budapesten magyar–mongol kereskedelmi és fizetési egyezményt írta alá, ami lehetővé tette, hogy a vállalkozók kötöttségektől mentesen tevékenykedhessenek egymás országaiban. Egy másik megállapodásban a mongol fél vállalta, hogy a magyar–mongol kétoldalú kereskedelemben korábban keletkezett 1,4 millió transzferrubel értékű magyar követelést három év alatt törleszti. A harmadik egyezmény szerint a Mongóliának nyújtott összesen mintegy 35 millió transzferrubel értékű magyar hiteleket a mongol fél öt év alatt dollárra átszámítva törleszti.
A beruházások védelméről és a kettős adóztatás elkerüléséról szóló szerződéseket a mongolok elsőként Magyarországgal írták alá 1994-ben, Göncz Árpád ázsiai körútja során. A köztársasági elnököt negyvenfős, üzletemberekből álló csoport kísérte, az út egyik fő célja a kereskedelem ösztönzése volt. A magyar–mongol vámegyezmény Mongóliát preferenciális elbánásban részesítette, a fejlődő országok közé sorolta. Punszalmágín Ocsirbat elnökkel 1995 szeptemberében harminc üzletember járt Budapesten, üzleti fórumot is rendeztek. 1998-ban Enhszajhan mongol kormányfő vezetésével újra üzleti találkozókat szerveztek Budapesten. Mindezek a lépések azonban kevés eredménnyel jártak a gazdasági kapcsolatok fellendítését illetően. 2013-ban a magyar export mindössze 12 millió dollárt tett ki.
A rendszerváltás után mongol vendégmunkások, nagyrészt textilipari dolgozók, varrónők is érkeztek szerény számban Magyarországra; közülük néhány tucatnyian családjukkal együtt le is telepedtek az országban.

## Kulturális kapcsolatok
A mongol értelmiségiek, csakúgy mint a tájékozottabb közvélemény, korai történelmünk alapján rokonként, jóbarátként tekint a magyarokra. A 20. század középétől fellendülő kapcsolataink keretében sok magyar tudós, szakember látogatott el az ázsiai országba, látogatásukat mongol egyetemi oktatók viszonozták, és mongol diákok generációi tanulhattak a magyarországi egyetemeken. Számos Mongóliában járt magyar szakember, mint például Gábori Miklós régész, olvasmányos formában írta meg élményeit, benyomásait a távoli országról a nagyközönség számára.
1987 májusában Mongóliában Luvszandambin Húsán neves író szerkesztésében megjelent Petőfi Sándor válogatott verseinek gyűjteménye Szabadság, szerelem címmel. A  kötet anyagát, 120 verset, valamint a Salgó című elbeszélő költeményt tizennyolc neves mongol költő fordította mongol nyelvre, köztük Bjambín Rincsen, az MTA tiszteleti tagja. A négyezer példányban megjelent kötet a 3 milliós országban gyorsan elkelt.
Ligeti Lajos, magyar orientalista, altájista szoros kapcsolatokat ápolt a mongol tudóstársadalommal. 1987-es halálát az ulánbátori egyetemen is meggyászolták. Tanítványa, Bese Lajos is komoly eredményeket ért el a mongolisztikai kutatások terén. Kiemelkedő Kara Györgynek, a mongolisztika neves magyar kutatójának munkássága is a kétoldalú kulturális kapcsolataink, Mongólia magyarországi megismertetésének terén. Ugyancsak jelentős Obrusánszky Borbála munkássága, aki viszont a Magyar Tudományos Akadémia álláspontjával szemben a hun–magyar rokonság bizonyítékait keresi a magyar–mongol kapcsolatokban.
Apatóczky Ákos Bertalan magyar sinológus, mongolista, 2006-ban Yiyu. Egy 16. századi kínai-mongol szótár megfejtése címmel készítette el doktori disszertációját. Eredetileg mongolista, komoly tudományos munkássággal, Lőrincz L. László is, aki utóbb kalandregények írójaként vált népszerűvé.
Daváhügijn Ganbold mongol műfordító, irodalomtörténész, már a rendszerváltás után végezte el az ELTE magyar nyelv és irodalom, illetve orientalisztika szakát. Doktori disszertációjában Petri György költészetével foglalkozott. A kiváló irodalmár 2010-ben a budai Gellért szállóban vette át a Molnár Pál újságíró által alapított, legrangosabb magyar műfordítói díjat, a Balassi Bálint-emlékkardot.
2014-ben, Cahiagín Elbegdordzs mongol elnök magyarországi látogatása során nyitották meg az általa is szorgalmazott Mongolisztikai Kutatóközpontot az ELTE Távol-keleti Intézetének keretében, Birtalan Ágnes vezetésével. A kutatóműhely megnyitása igen kedvező visszhangra talált Mongóliában és a nemzetközi mongolisztikai műhelyekben.